# Margherita di Savoia (marchesa 1274)
Margherita di Savoia (1274 ca. – 6 luglio 1349) fu una principessa della Casa Savoia che fu Marchesa consorte del Monferrato dal 1296 al 1305.

## Origine
Margherita, secondo lo storico francese, Samuel Guichenon, nel suo Histoire généalogique de la royale maison de Savoie, era la figlia di Amedeo V, Conte di Savoia, d'Aosta e di Moriana, e della sua prima moglie, Sibilla o Simona di Baugé, che sempre secondo la Samuel Guichenon era l'unica figlia del signore di Baugé e della Bresse, Guido II di Baugé, mentre per quanto riguarda la madre, tra gli storici non vi è concordanza, ma fu Dauphine di Saint-Bonnet e non Beatrice del Monferrato, figlia di Guglielmo VI del Monferrato; la conferma che la madre di Sibilla fu Dauphine ci è data da due  documenti del Titres de la maison ducale de Bourbon, il n° 595, in cui Dauphine (Dauphine dame de Saint-Bonnet) si cita come la madre di Sibilla moglie di Amedeo di Savoia (mariage de sa fille Sibille avec Amedée de Savoie) ed il documento n° 607, in cui Dauphine (Dauphine dame de Saint-Bonnet le Château, femme de Pierre de la Roue chevalier) viene citata come madre di Sibilla (Sibille femme d´Amedée de Savoie), la quale Dauphine, ancora secondo Samuel Guichenon, era figlia di Renato di Lavieu, Signore di Saint-Bonnet, di Miribel et di Jordaine (fille unique et héritière de René de Lavieu, chevalier, seigneur de Saint-Bonnet et de Miribel et de Jordaine) e della moglie (sa femme).
Amedeo V di Savoia, secondo Samuel Guichenon, era il figlio maschio secondogenito di Tommaso II, signore del Piemonte, Conte di Savoia, d'Aosta e di Moriana, Conte di Fiandra e di Hainaut e della sua seconda moglie, Beatrice Fieschi, che era la terza figlia femmina di Teodoro Fieschi, conte di Lavagna, e della di lui consorte Simona de Volta di Capo Corso.

## Biografia
Il suo prozio, il conte di Savoia, Filippo I, benemerito della Chiesa cattolica, si spense il 15 o il 16 agosto 1285 nel castello di Rossillon nel Bugey, tra Lione e Ginevra; Il necrologio delle Maurienne Chartes, Obituaire du Chapitre de Saint-Jean-de-Maurienne riporta la morte di Filippo (dni Philippi quondam comitis Sabaudie) il 16 agosto (XVI Kal Sep.); suo padre, Amedeo gli succedette come Amedeo V.
All'inizio del 1294, sua madre, Sibilla (Sibilla comitissa Sabaudiæ, dominaque Baugiaci, uxor illustris viri domini Amedei comitis Sabaudiæ) fece testamento, che è riportato nelle Preuves de l'Histoire généalogique de la royale maison de Savoie, in cui destina vari lasciti, tra cui il marito ed ai cinque figli ancora in vita, tra cui Margherita (filiæ nostræ Margaretæ) ed a un figlio, che avrebbe dovuto partorire (illum quem gestamus in utero).
Secondo il Chronicon Astense (non consultato), prima del 1296, Margherita, era stato fidanzata con il barone de la Tour-du-Pin e delfino del Viennois e conte di Albon, Giovanni II del Viennois, che, secondo il De Allobrogibus libri novem, era il figlio primogenito del signore di Coligny, barone de la Tour-du-Pin e delfino del Viennois e conte di Albon Umberto I (1240 ca. – 1307) e della delfina del Viennois e contessa di Albon, contessa di Grenoble, di Oisans, di Briançon, di Embrun e di Gap, Anna di Borgogna (1255–1299).
Sempre secondo il Chronicon Astense (non consultato), prima del 1296, la promessa di matrimonio venne infranta e Margherita, il 23 marzo 1296, venne data in moglie al marchese del Monferrato, Giovanni I, figlio del marchese del Monferrato e Re titolare di Tessalonica, Guglielmo VII e di Beatrice di Castiglia, come ci conferma Samuel .
Dopo che per anni il padre di Giovanni I, Guglielmo VII, e lo zio di Amedeo V, Filippo I di Savoia, si erano fatti la guerra, il matrimonio sanciva l'alleanza tra i marchesi del Monferrato e conti di Savoia ed anche il Signore del Piemonte, Filippo I di Savoia-Acaia, che di Amedeo V era vassallo.
Margherita rimase vedova molto presto; il marito, Giovanni, nel 1305, si ammalò e prima di morire, secondo il Regesto dei Marchesi di Saluzzo (1091-1340), fece testamento in cui designava come suo erede un eventuale figlio, nato da Margherita; se ciò non fosse avvenuto allora a succedergli sarebbe stato il figlio di sua sorella, Jolanda di Monferrato o Irene di Bisanzio (filios Alaxine sororis sue condam et uxoris Puncelli de filiis Ursi); non avendo partorito Margherita non riuscì a dare alcun erede al marito, alla morte di questi il Monferrato passò al nipote Teodoro I del Monferrato.
Nel 1307, suo padre, Amedeo, fece testamento, in cui dichiarava suo erede universale nel Contado di Savoja, il figlio di primo letto, Edoardo (Odorado suo figlio primogenito) e definiva anche i vari lasciti sia ai figli di primo letto, tra i quali Margherita (Eleonora, Margarita, ed Agnes sue figlie) che eventuali di secondo letto (nascituri da Maria di Brabant, sua seconda Consorte).
Margherita, secondo Samuel Guichenon, morì nel 1339. Ma in realtà,  come si rileva dalla contabilità di Castellania, la Marchesa era in vita fino al 1349, morendo, probabilmente, di peste.

## Ascendenza
|                        |                    |                                | Genitori                   |  |  | Nonni |  |  | Bisnonni            |  |  | Trisnonni             |  |
|                        |                    |                                |                            |  |  |       |  |  | Tommaso I di Savoia |  |  | Umberto III di Savoia |  |
|                        |                    |                                |                            |  |  |       |  |  | Tommaso I di Savoia |  |  | Umberto III di Savoia |  |
|                        |                    | Beatrice di Mâcon              |                            |  |  |       |  |  | Tommaso I di Savoia |  |  |                       |  |
| Tommaso II di Savoia   |                    |                                |                            |  |  |       |  |  | Tommaso I di Savoia |  |  |                       |  |
|                        |                    | Margherita di Ginevra          | Guglielmo I di Ginevra     |  |  |       |  |  |                     |  |  |                       |  |
|                        |                    | Margherita di Ginevra          | Guglielmo I di Ginevra     |  |  |       |  |  |                     |  |  |                       |  |
|                        |                    | Margherita di Ginevra          | Beatrice di Faucigny       |  |  |       |  |  |                     |  |  |                       |  |
| Amedeo V di Savoia     |                    | Margherita di Ginevra          |                            |  |  |       |  |  |                     |  |  |                       |  |
|                        |                    | Teodoro III Fieschi di Lavagna | Ugo Fieschi di Lavagna     |  |  |       |  |  |                     |  |  |                       |  |
|                        |                    | Teodoro III Fieschi di Lavagna | Ugo Fieschi di Lavagna     |  |  |       |  |  |                     |  |  |                       |  |
|                        |                    | Teodoro III Fieschi di Lavagna | Brumisan di Grillo         |  |  |       |  |  |                     |  |  |                       |  |
| Beatrice Fieschi       |                    | Teodoro III Fieschi di Lavagna |                            |  |  |       |  |  |                     |  |  |                       |  |
|                        |                    | Simona della Volta             | Raimondo della Volta       |  |  |       |  |  |                     |  |  |                       |  |
|                        |                    | Simona della Volta             | Raimondo della Volta       |  |  |       |  |  |                     |  |  |                       |  |
|                        |                    | Simona della Volta             | …                          |  |  |       |  |  |                     |  |  |                       |  |
| Margherita di Savoia   |                    | Simona della Volta             |                            |  |  |       |  |  |                     |  |  |                       |  |
|                        | Renaud IV de Baugé | Ulrico II de Baugé             |                            |  |  |       |  |  |                     |  |  |                       |  |
|                        | Renaud IV de Baugé | Ulrico II de Baugé             |                            |  |  |       |  |  |                     |  |  |                       |  |
|                        | Renaud IV de Baugé | Alexandrine de Bourgogne       |                            |  |  |       |  |  |                     |  |  |                       |  |
| Guido II de Baugé      | Renaud IV de Baugé |                                |                            |  |  |       |  |  |                     |  |  |                       |  |
|                        |                    | Sibylle de Beaujeu             | Guicciardo IV de Beaujeu   |  |  |       |  |  |                     |  |  |                       |  |
|                        |                    | Sibylle de Beaujeu             | Guicciardo IV de Beaujeu   |  |  |       |  |  |                     |  |  |                       |  |
|                        |                    | Sibylle de Beaujeu             | Sibylle de Hainaut         |  |  |       |  |  |                     |  |  |                       |  |
| Sibilla de Baugé       |                    | Sibylle de Beaujeu             |                            |  |  |       |  |  |                     |  |  |                       |  |
|                        |                    | Guglielmo VI del Monferrato    | Bonifacio I del Monferrato |  |  |       |  |  |                     |  |  |                       |  |
|                        |                    | Guglielmo VI del Monferrato    | Bonifacio I del Monferrato |  |  |       |  |  |                     |  |  |                       |  |
|                        |                    | Guglielmo VI del Monferrato    | Elena di Busca             |  |  |       |  |  |                     |  |  |                       |  |
| Beatrice di Monferrato |                    | Guglielmo VI del Monferrato    |                            |  |  |       |  |  |                     |  |  |                       |  |
|                        |                    | Berta di Clavesana             | Bonifacio di Clavesana     |  |  |       |  |  |                     |  |  |                       |  |
|                        |                    | Berta di Clavesana             | Bonifacio di Clavesana     |  |  |       |  |  |                     |  |  |                       |  |
|                        |                    | Berta di Clavesana             | …                          |  |  |       |  |  |                     |  |  |                       |  |
|                        |                    | Berta di Clavesana             |                            |  |  |       |  |  |                     |  |  |                       |  |

### Fonti primarie
- (LA)  De Allobrogibus libri novem.
- (LA)  Chartes du diocèse de Maurienne
- (LA)  Regesto dei Marchesi di Saluzzo (1091-1340).
- (LA)  (FR)  Preuves de l'Histoire généalogique de la royale maison de Savoie, justifiée par titres, ..par Guichenon, Samuel

### Letteratura storiografica
- (FR)  Histoire de Savoie, d'après les documents originaux,... par Victor ... Flour de Saint-Genis. Tome 1
- (FR)  Histoire généalogique de la royale maison de Savoie, justifiée par titres, ..par Guichenon, Samuel
- (FR)  Titres de la maison ducale de Bourbon
- (IT)  Museo scientifico, letterario ed artistico:Beatrice Fieschi, pagg. 53 e 54
- (IT)  Testamenti di sovrani e principi di Savoia Archiviato il 18 ottobre 2021 in Internet Archive.